# Maria Pezzi
Maria Pezzi (Milano, 11 agosto 1908 – Milano, 10 aprile 2006) è stata una giornalista e disegnatrice italiana.

## Biografia
Suo padre, Carlo Pezzi, era socio dell'imprenditore Borletti nell'omonima industria meccanica. Dopo gli studi alla Scuola Manzoni e una breve esperienza di recitazione, incoraggiata dal grande grafico pubblicitario Federico Seneca, studiò pittura e disegno con Andreoli. A Parigi conobbe nel 1937 il celebre disegnatore e grafico italo-francese René Gruau che la convinse a fare del disegno di moda la sua professione. Esordì nel campo del disegno sulla rivista della Snia Viscosa nel 1937.
Negli anni della guerra cominciò a disegnare modelli adatti alle restrizioni autarchiche di allora, pubblicando su Grazia, Bellezza e su Fili Moda, mensile della casa editrice Domus di Gianni Mazzocchi.
Nel '47 era a Parigi quando Christian Dior lanciò il suo "New Look". Nel '49 iniziò a collaborare come giornalista per le corrispondenze da Parigi sulle collezioni di moda  con L'Europeo di Arrigo Benedetti.
Alla nascita della moda italiana nel 1951 a Firenze, i suoi schizzi accompagnarono i servizi dell'amica giornalista Elisa Massai per il quotidiano statunitense Women's Wear Daily. In seguito le sue corrispondenze e disegni su l'Europeo, Settimo Giorno, la Domenica del Corriere, e il Corriere d'Informazione documentano il periodo dei grandi nomi come Dior, Coco Chanel, Pierre Cardin, Yves Saint Laurent. In quegli anni si saldano le sue amicizie con giornalisti e scrittori: Emilio Radius, Camilla Cederna, Arrigo Benedetti, Giorgio Bocca, Alberto Cavallari, Gaetano Afeltra, e soprattutto Dino Buzzati, allora direttore della Domenica del Corriere.
A partire dagli anni sessanta, i suoi servizi corredati di tavole a colori a tempera apparvero settimanalmente sul quotidiano Il Giorno. Essi costituiscono un'inedita storia illustrata della moda, in cui si vedono comparire tutti quelli che poi assursero al ruolo di grandi stilisti: tra questi, Valentino, Irene Galitzine, Mila Schön, Krizia e i Missoni, le cui maglierie variopinte rivivono nelle sue tempere. Più tardi Maria Pezzi collaborò con altre testate come i settimanali Donna e Vogue, dove i suoi scritti e le interviste con stilisti famosi documentano la storia del costume e della moda.
Negli ultimi anni della sua vita, la sua esperienza e la sua presenza costante come osservatrice della moda fece di lei una testimone autorevole e ricercata per tutti gli eventi e personaggi che hanno segnato la storia del costume. Fu la principale collaboratrice di Guido Vergani per il Dizionario della Moda da lui curato per l'editore Baldini&Castoldi.
Maria Pezzi ha anche disegnato costumi teatrali: gli ultimi, per un atto unico di Dino Buzzati, dato al teatro Massimo di Palermo, con la regia di Filippo Crivelli, nel marzo 1994.
Molti ricordi di lei si trovano nel libro di Guido Vergani, Maria Pezzi, Una vita dentro la moda, nato da una serie di interviste e ricco di materiale illustrativo fornito da Maria stessa. Il suo ricordo, diversi anni dopo la morte, rivive nella biografia di Beppe Modenese  (a cura di Roberta Filippini), con il quale Maria collaborò a diversi progetti per la valorizzazione della moda italiana.
Nel 2009 la storica Enrica Morini diede avvio a una serie di ricerche su Maria Pezzi disegnatrice di moda e giornalista, che portarono a tre tesi di laurea (di Sara Aphouet N'Guessan, Sara Foglieni e Michela Leone) e alla monografia sugli anni della collaborazione con l'Europeo.